# いつのまにか、ここにいる Documentary of 乃木坂46
『いつのまにか、ここにいる Documentary of 乃木坂46』（いつのまにか、ここにいる ドキュメンタリー オブ のぎざかフォーティーシックス）は、2019年の日本のドキュメンタリー映画。女性アイドルグループ乃木坂46のドキュメンタリー映画第2作。

## 概要
乃木坂46の姿を追ったドキュメンタリー映画『悲しみの忘れ方 Documentary of 乃木坂46』以来4年ぶりとなるドキュメンタリー映画。結成から7年目の2018年9月から密着を開始し、メンバーには、12月4日に行われた若月佑美の卒業セレモニーの後に映画の制作が知らされた。
2019年6月12日に、映画『Documentary of 乃木坂46 II』という仮題で発表され、6月18日に映画のタイトルが『いつのまにか、ここにいる Documentary of 乃木坂46』に決定。同日に、ポスタービジュアルも解禁され、2019年2月に京セラドーム大阪で開催された西野七瀬の卒業コンサート『乃木坂46 7th YEAR BIRTHDAY LIVE』で、白石麻衣と西野七瀬のユニット曲「心のモノローグ」を歌唱した際のステージ裏が採用された。 6月25日には、完成披露上映会がTOHOシネマズ（六本木ヒルズ）で開催され、監督の岩下力、秋元真夏、梅澤美波、齋藤飛鳥、高山一実、与田祐希が登壇した。また、完成披露上映会で主題歌が「僕のこと、知ってる?」に決定したことが発表された。同日、公式YouTubeチャンネルで予告編を公開。7月5日に映画が公開された。12月25日、Blu-ray・DVDが発売された。

## スタッフ
- 監督：岩下力[8]
- 企画：秋元康[8]
- 乃木坂46 Staff
  - A&R：吉田行孝、塩野恭介
  - Management in Chlef：菊池友
- Total Staff
  - Executive Producer：
秋元伸介
（Y&N Brothers Inc.）
辻野学
（Sony Music Labels Inc.）
今野義雄
（乃木坂46LLC,Sony Music Labels Inc.）
北川謙二
（乃木坂46LLC,North River Inc.）
  - Producer：磯野久美子、堀江隆久、菊池政利、中村隆志、浦塚雅宣
  - Assistant Producer：熊谷隆宏、洲崎大樹、中根美里（Y&N Brothers Inc.）
  - Music Management：河田進
- DOCUMENTARY of 乃木坂46 STAFF
  - 製作：今野義雄、北川謙二、大田圭二、秋元伸介、安齋尚志[8]
  - エグゼクティブプロデューサー：石原真、磯野久美子[8]
  - プロデューサー：上野裕平、金森孝宏、菊池友、中根美里、佐渡岳利[8]
  - ラインプロデューサー：渡辺洋朗[8]
  - 監督補：菅原達郎、河本永[9]
  - プロダクションマネージャー：宮田陽平[9]
  - プロダクションアシスタント：光岡翔太、本木錬史
  - プロダクションサポート：渡邉トルシエ、磯部蒼、高田優生、樋澤与至也
  - 音楽：袴田晃子、熊谷隆宏、塩野恭介[8]
  - 撮影：小暮哲也、岩下力[8]
  - 録音：久連石由文[8]
  - 編集：岩下力[8]
- 製作委員会：2019「DOCUMENTARY of 乃木坂46」製作委員会
  - Nogizaka46 LLC：今野義雄、菊池友、北川謙二、金森孝宏
  - 東宝：上野裕平、菊池智男、下山亮
  - Y&N Brothers inc.：磯野久美子、中根美里
  - NHKエンタープライズ：石原真、佐渡岳利、松本奈津子[8]
- 制作：ノース・リバー[8]
- 制作協力：パレード・トウキョウ[8]
- 配給：東宝映像事業部[8]

## 音楽
歌：乃木坂46

### 主題歌
- 「僕のこと、知ってる?」
  - 作詞：秋元康 / 作曲・編曲：中村泰輔[10]

### 挿入歌
- 「ぐるぐるカーテン」
  - 作詞：秋元康 / 作曲：黒須克彦 / 編曲：湯浅篤
- 「制服のマネキン」
  - 作詞：秋元康 / 作曲：杉山勝彦 / 編曲：百石元
- 「命は美しい」
  - 作詞：秋元康 / 作曲・編曲：Hiroki Sagawa
- 「シンクロニシティ」
  - 作詞：秋元康 / 作曲・編曲：シライシ紗トリ
- 「帰り道は遠回りしたくなる」
  - 作詞：秋元康 / 作曲：渡邉俊彦 / 編曲：渡邉俊彦、早川博隆
- 「失いたくないから」
  - 作詞：秋元康 / 作曲：蛯原ランス / 編曲：塩川満己
- 「釣り堀」
  - 作詞：秋元康 / 作曲：Bush-I / 編曲：APAZZI
- 「せっかちなかたつむり」
  - 作詞：秋元康 / 作曲：山本加津彦 / 編曲：湯浅篤
- 「硬い殻のように抱きしめたい」
  - 作詞：秋元康 / 作曲：杉山勝彦 / 編曲：杉山勝彦、三谷秀甫、谷地学
- 「おいでシャンプー」
  - 作詞：秋元康 / 作曲：小田切大 / 編曲：TATOO
- 「君の名は希望」
  - 作詞：秋元康 / 作曲：杉山勝彦 / 編曲：杉山勝彦、有木竜郎
- 「何度目の青空か?」
  - 作詞：秋元康 / 作曲：川浦正大 / 編曲：百石元
- 「自分のこと」
  - 作詞：秋元康 / 作曲・編曲：小松清人
- 「Overture」
  - 作曲・編曲：京田誠一
- 「気づいたら片想い」
  - 作詞：秋元康 / 作曲：Akira Sunset / 編曲：湯浅篤
- 「転がった鐘を鳴らせ!」
  - 作詞：秋元康 / 作曲：中山英二 / 編曲：田上陽一
- 「ひとりよがり」
  - 作詞：秋元康 / 作曲：杉山勝彦 / 編曲：杉山勝彦、有木竜郎
- 「無口なライオン」
  - 作詞：秋元康 / 作曲・編曲：Shusui、ヒロイズム
- 「Sing Out!」
  - 作詞：秋元康 / 作曲：Ryota Saito、TETTA / 編曲：野中"まさ"雄一